# Kamäxing
Kamäxing (Cynosurus cristatus) L. (i Svenskfinland stavat kammäksing) är en art i familjen gräs.

## Beskrivning
Kamäxing är en enhjärtbladig och vintergrön växt i tuvor. Bladen saknar hår. Stråna blir 10 ... 75 cm höga; sällsynt 90 cm. De kan ha en till tre knutar.
Blommar juni till augusti. I varmare trakter kan blomningen börja redan i maj.
Axet blir 2 ... 5 cm långt, och 5 ... 10 mm brett.
Självbefruktning är blockerad, men pollinering sker genom att pollen sprids med vinden.
Inom  samma småax kan det förekomma blandat fertila och ofruktsamma blommor.
Fröna blir 1,6 ... 2 mm långa.
Kamäxing är en kortlivad perenn, som lever i två till fem år.
Kromosomtalet är 2n = 14.

## Habitat
Kamäxing finns i större delen av Europa och sydvästra Asien. Växer allt ifrån nära havets nivå upp till ca 600 m ö h.
I Sverige ofta insådd med gräsfrö och därvid tillfällig. Inhemsk i söder och väster; introducerad art i Uppland.
I Norden saknas kamäxing på Island.
Finns på några lokaler i nordöstra Nordamerika, Australien och Nya Zeeland, men är inte ursprunglig där.

### Utbredningskartor
- Norden
- Norra halvklotet

## Biotop
Torr gräsmark. Trivs i många jordarter, dock inte i jordar med mycket lågt pH (sur jord) eller mycket högt pH (basisk jord, d v s att kamäxingen är kalkskyende).

## Etymologi
- Cunosurus är latinisering av grekiska kynos = hund + οoura = svans, d v s hundsvans.
- Cristatus kommer av latin crista = kam. Cristatus blir då "liknar en kam".

## Användning
- Flätning av stråhattar
- Kreatursbete. Djuren ratar dock vissa delar av växten.

## Bilder

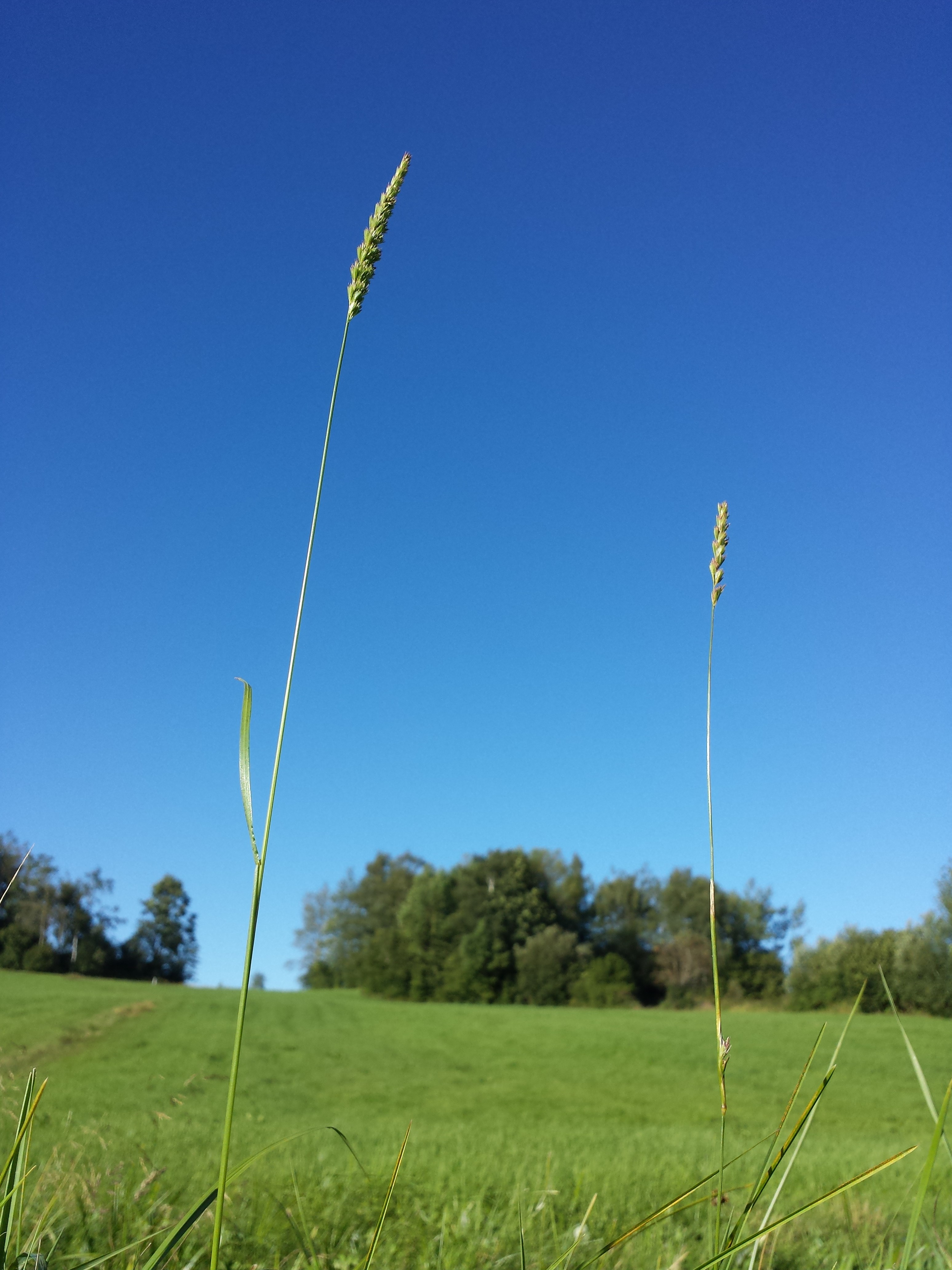
Habitat
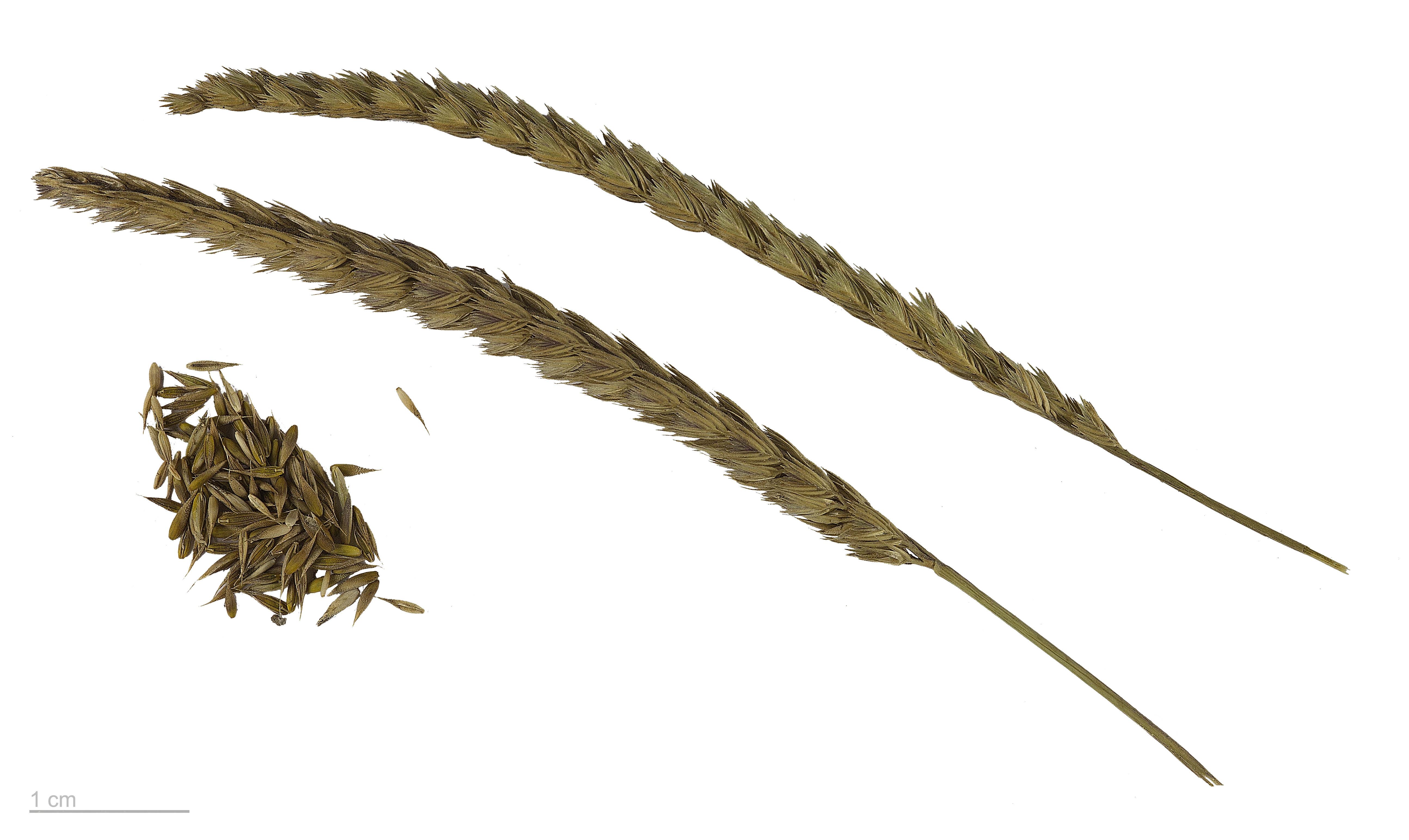
Ax och fröhög Från ett herbarium. Lägg märke till skalan längst nere, till vänster. Vänsterklicka på bilden, så syns skalan bättre.
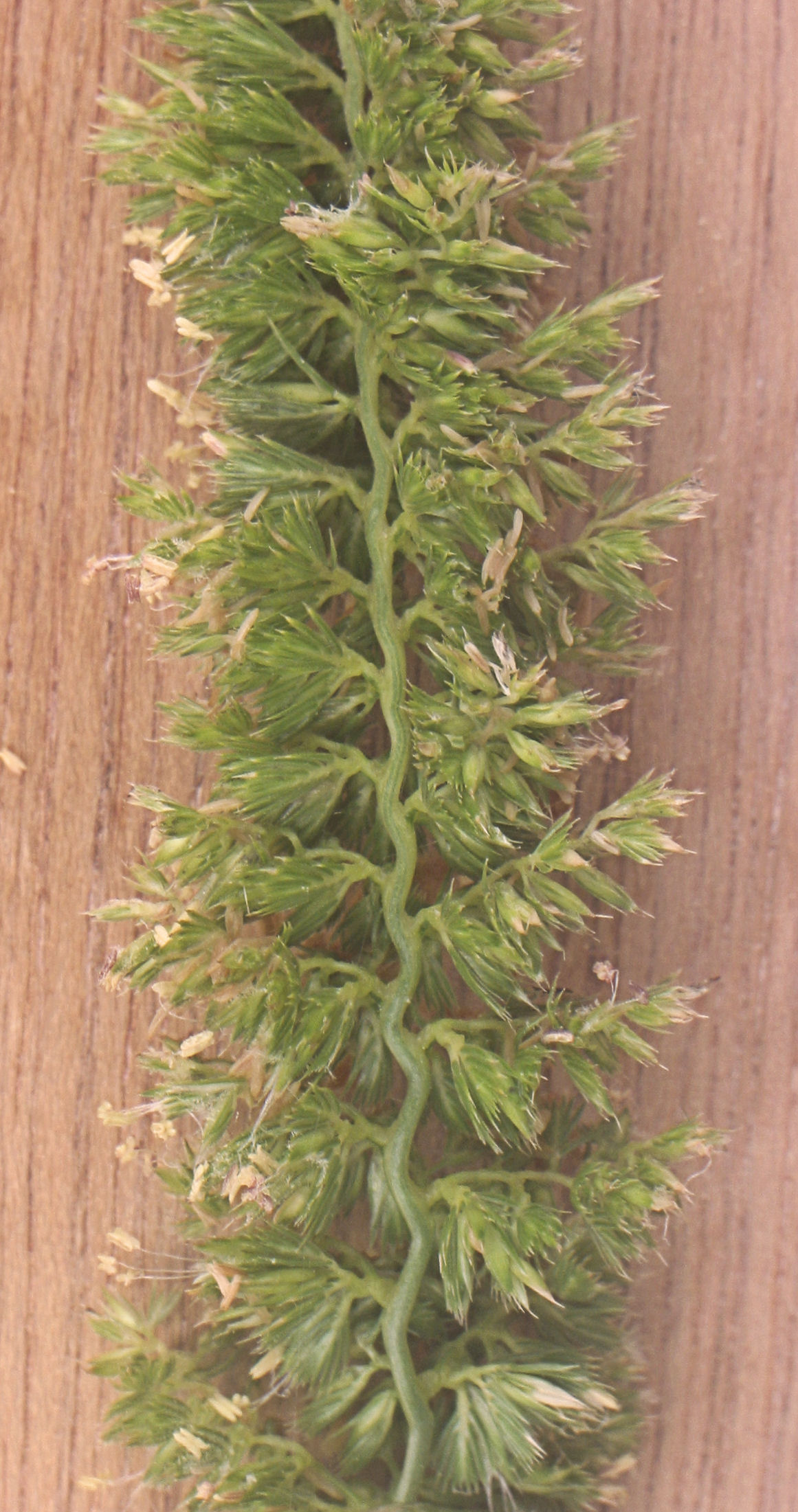
Blommande ax
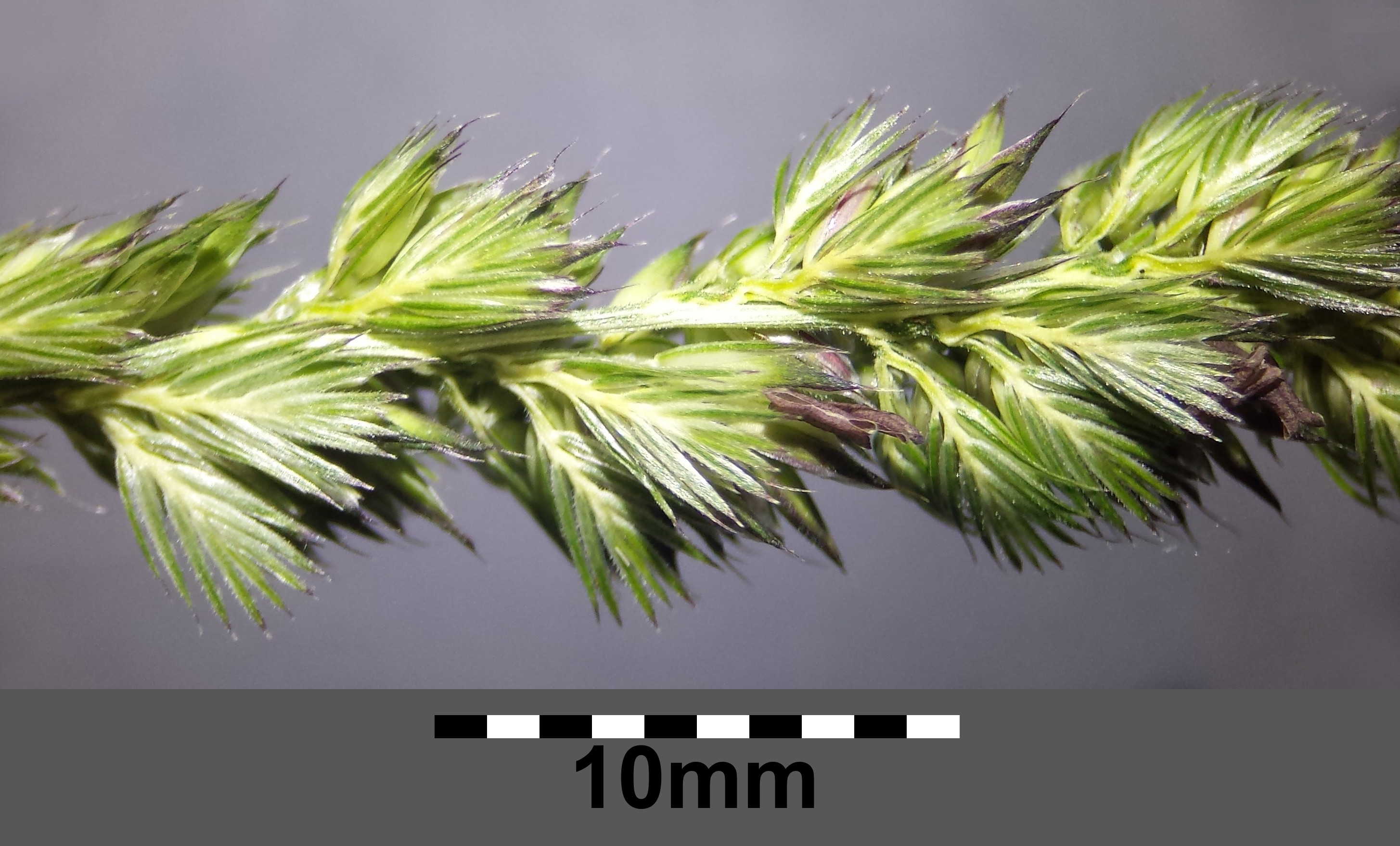
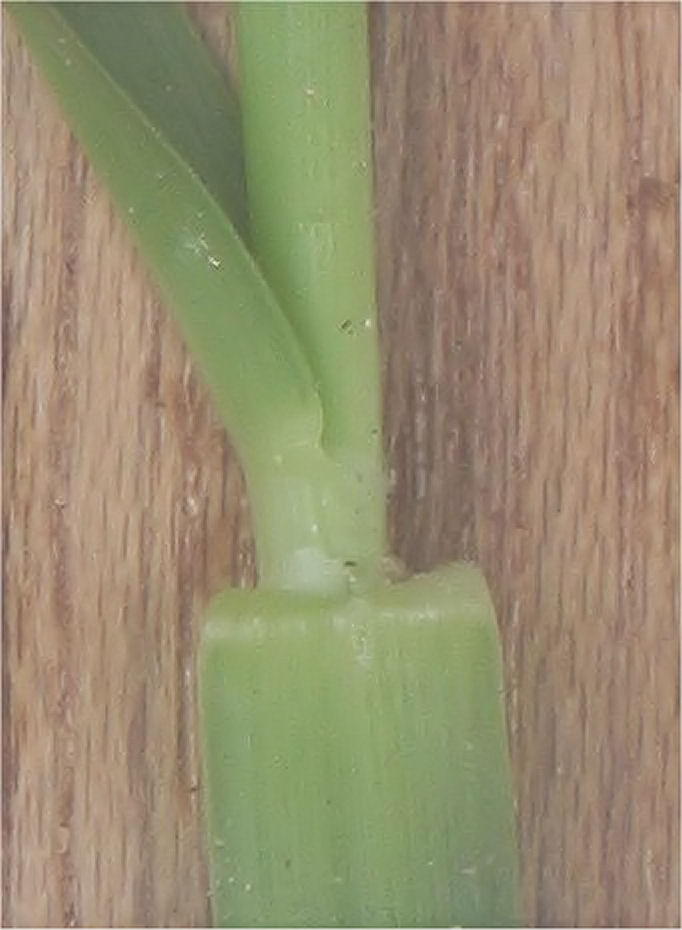
Ligula
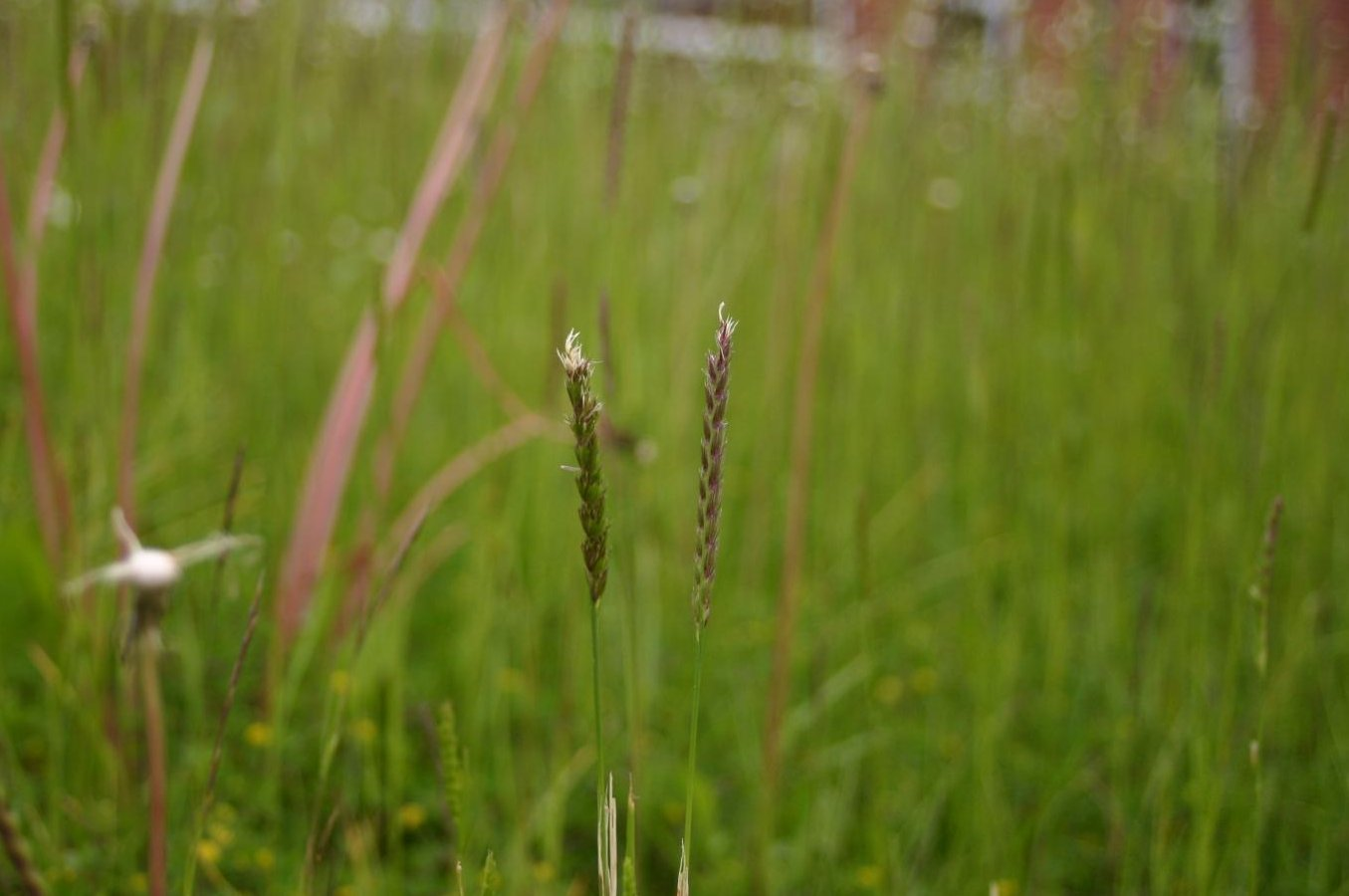
mini
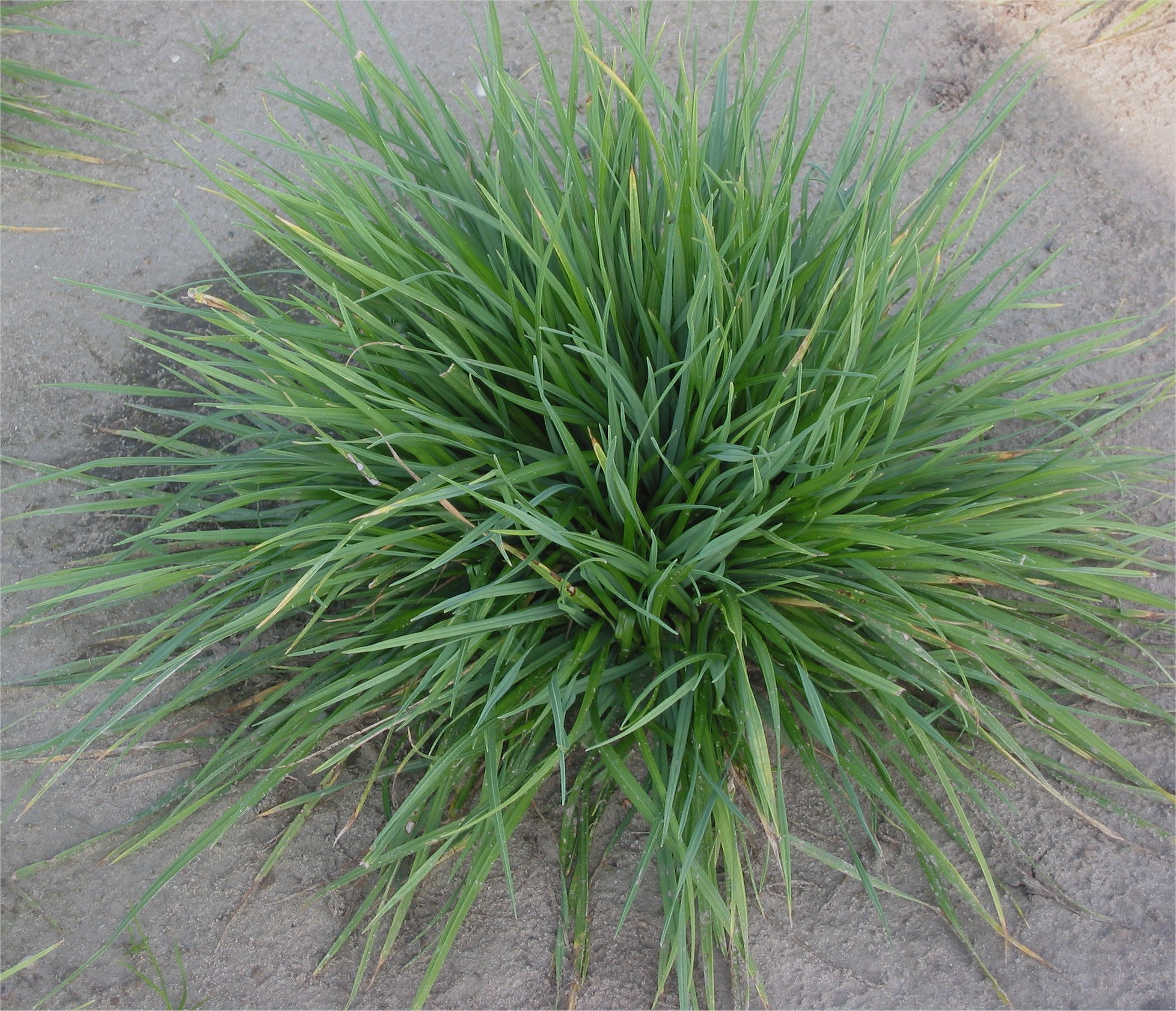
Kamäxingtuva före blomningen
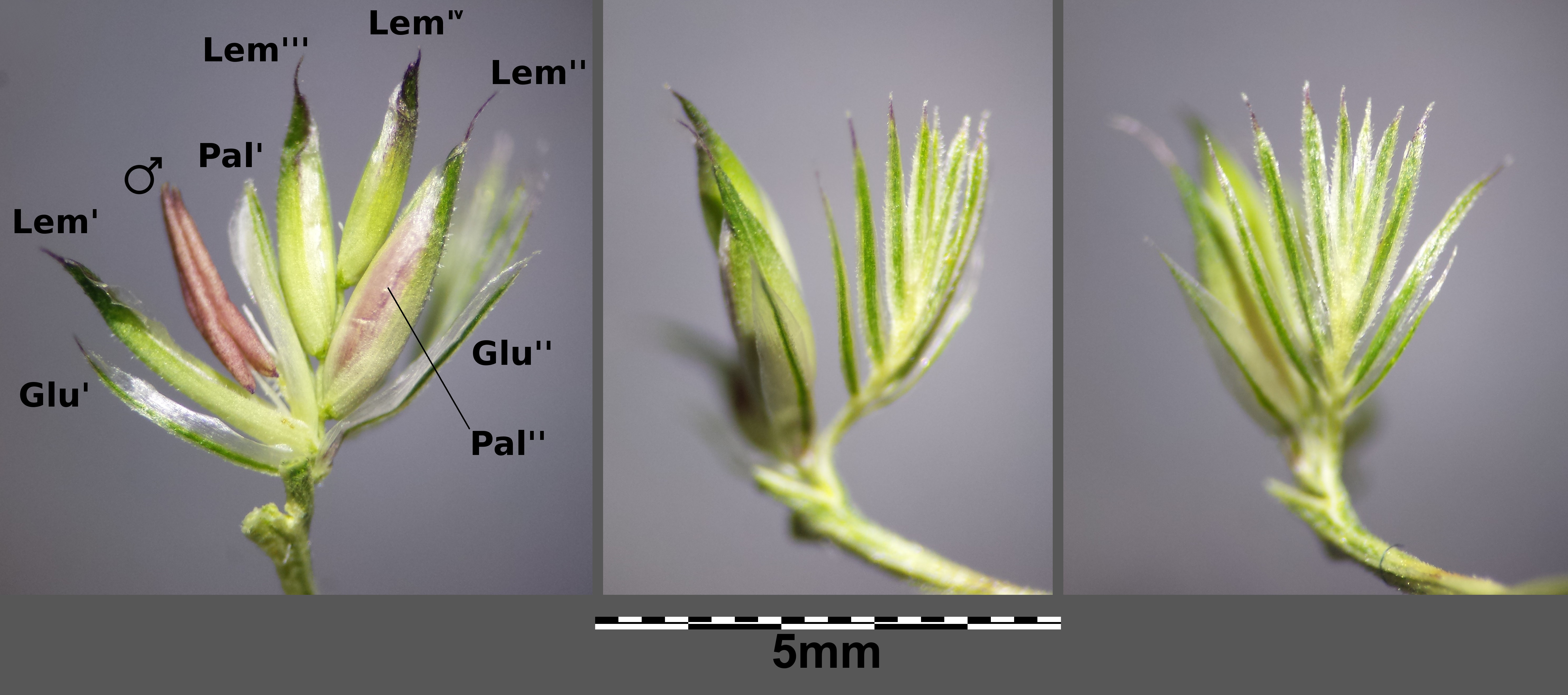
Till vänster småax med fyra blommor. Vardera blomman är omgiven av spetsiga stödblad (Lem). Glu = foderblad,  Pal = ståndare. I mitten fäste med två slidor. Till höger syns sterila småax på ömse sidor om fästet
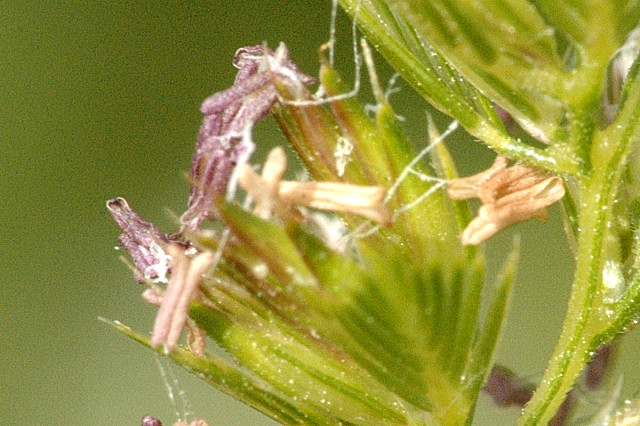
Blommor
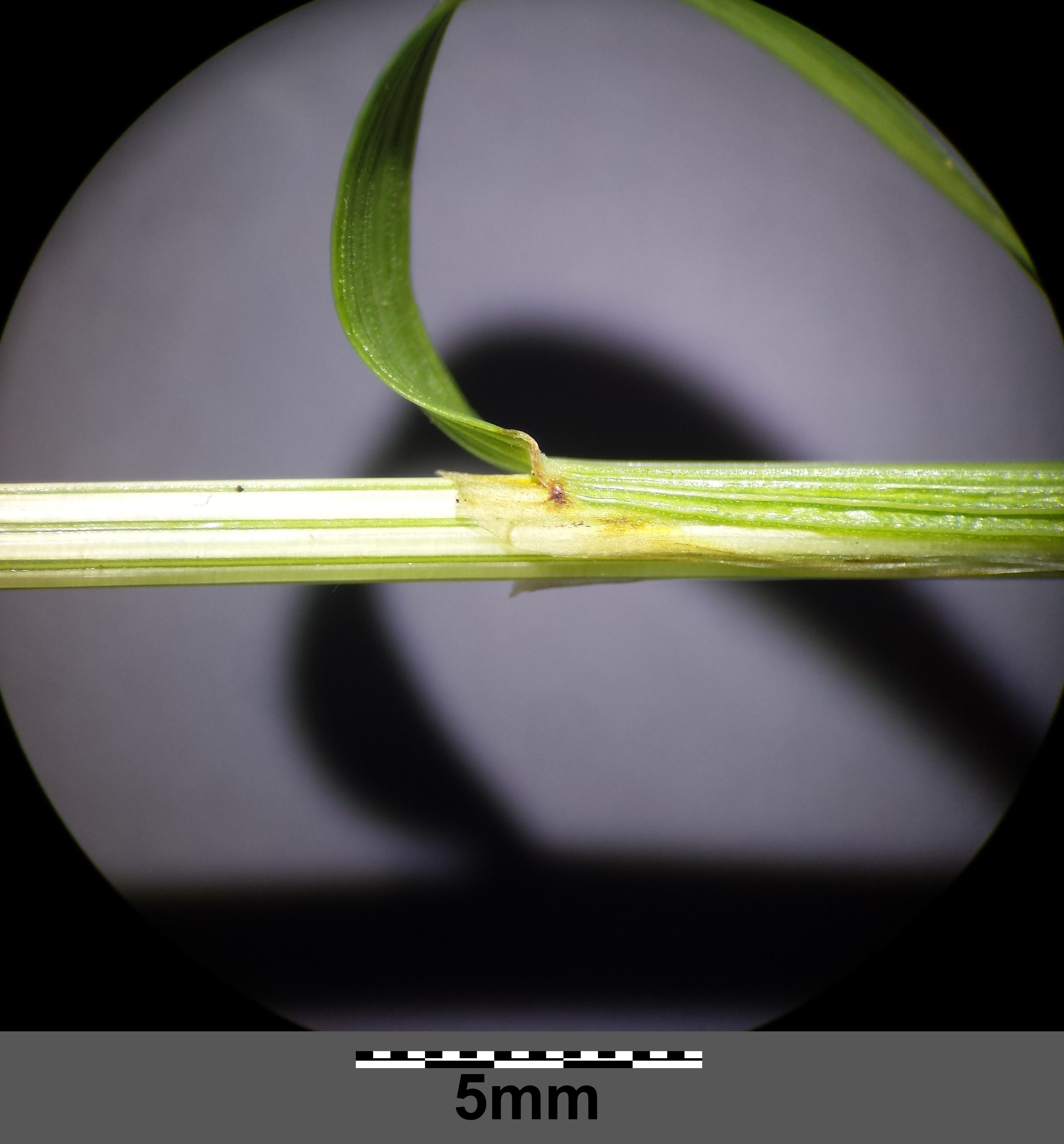
Bladskaft med bukblad (stipel) och slida
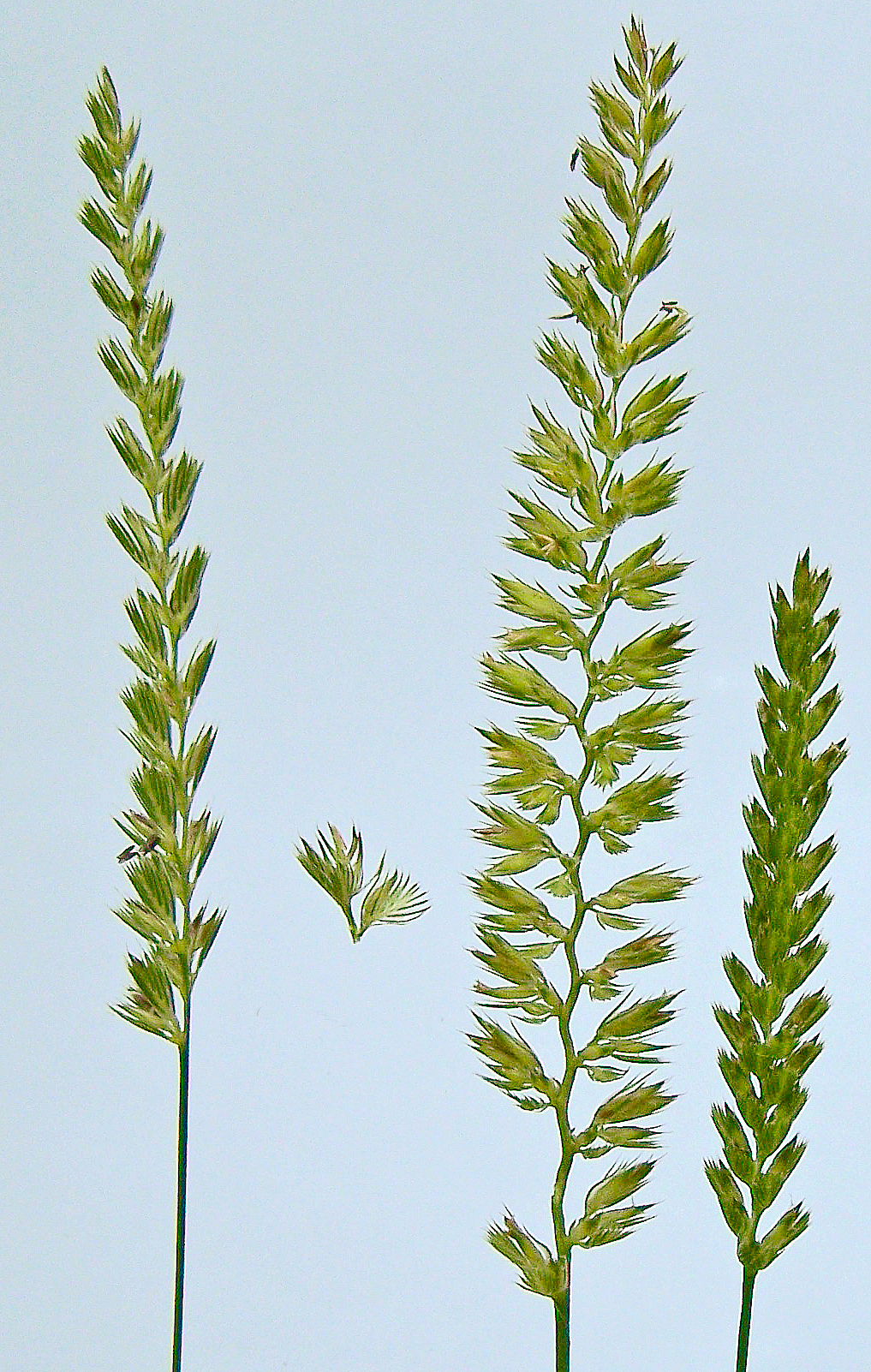
mini
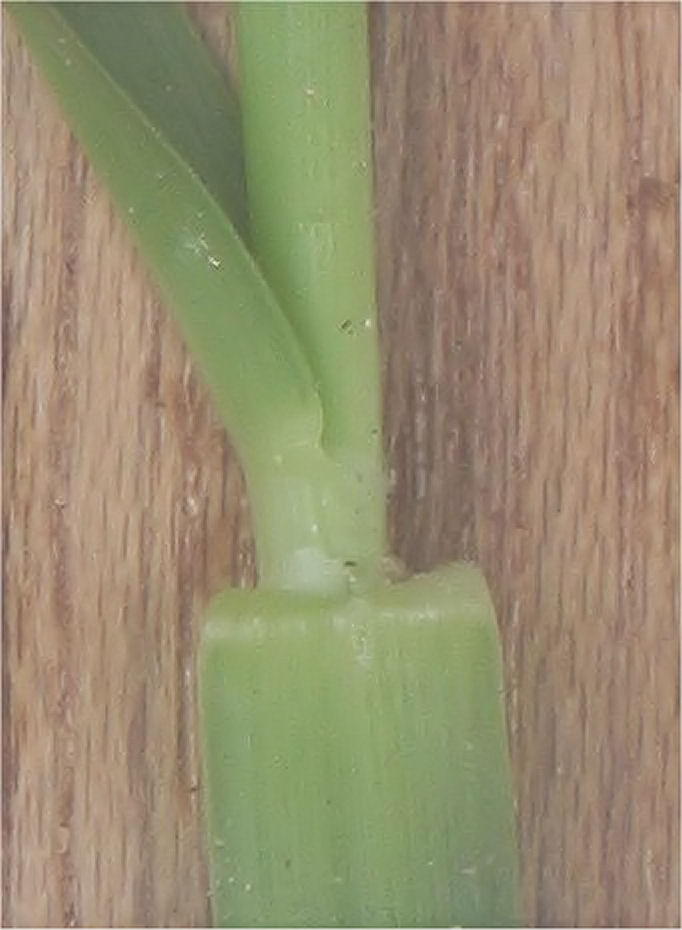
Stjälkände